# Irene Papas
Irene Papas (en griego: Ειρήνη Παππά, romanizado: Eiríni Pappá, pronunciación en griego: /iˈrini paˈpa/; registrada al nacer como Irene Lelekou [en griego: Ειρήνη Λελέκου, romanizado: Eiríni Lelékou]; 3 de septiembre de 1929 - 14 de septiembre de 2022) fue una actriz y cantante griega. 
Interpretó más de setenta papeles a lo largo de más de medio siglo de carrera. Era considerada una de las grandes actrices trágicas helénicas del siglo XX posterior a Katina Paxinou.[cita requerida] Contemporánea de Melína Merkoúri, Irene Papas saltó a la fama internacional en películas de éxito como Los cañones de Navarone, Zorba, el griego y Z, de 1969 de Costa-Gavras.

## Biografía

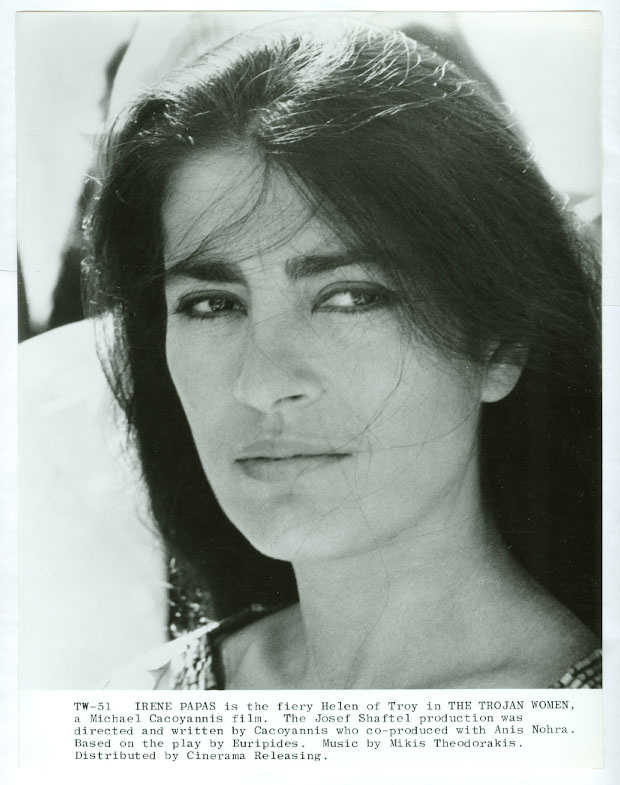
Papas en una imagen promocional de Las troyanas (1971).

Nacida el 3 de septiembre de 1929 en Chiliomodi (Corintia, Grecia), Irene Lelekou tuvo un aprendizaje recibido de su padre, profesor de teatro clásico, y de su madre, una maestra de escuela que le narraba cuentos y fábulas. «Ella daba vida a aquellos relatos frente al espejo en su casa. Desde entonces, como buena intérprete, nunca ha matado a la niña que lleva dentro», expresó en una ocasión la actriz.
Estudió en la Escuela Nacional de Teatro Griego en Atenas, y de ahí pasó a formar parte del elenco del Teatro Nacional de Grecia, en el que destacó como actriz trágica en Las troyanas, Medea (Eurípides) y Electra (Sófocles).
Irene Papas empezó su carrera cinematográfica en Grecia, donde se hizo popular. Descubierta por Elia Kazan, su fama internacional llegó gracias a sus actuaciones en producciones muy taquilleras, tales como Los cañones de Navarone o Zorba el griego, junto con Anthony Quinn, así como en Electra (1962), dirigida por Michael Cacoyannis. Con este director emprendió una seguidilla de heroínas de tragedias griegas en varias películas: Antígona (1961), Ifigenia (1977) y Las troyanas (1971), aquí junto a Katharine Hepburn y Vanessa Redgrave.
Algunos personajes de la mitología griega que representó Irene Papas son Medea, Electra, Clitemnestra, Helena, Penélope y Anticlea. También interpretó personajes de Federico García Lorca en las obras teatrales Yerma y Bodas de sangre, y a Catalina de Aragón en el filme Ana de los mil días.
En el verano de 1988 fue invitada al Festival de Teatro de Mérida, España, y presentó un recital de la nueva poesía griega en griego y en traducción al español, con perfecta pronunciación hispana y con el acompañamiento de un piano que secundaba la parte cantada.
En el año 2002 fue nombrada "Mujer de Europa" (Europe's woman).[cita requerida] Amiga personal del primer ministro griego Andreas Papandreu, tuvo un romance con Marlon Brando.[cita requerida] El director Federico Fellini era un gran admirador del trabajo de Irene Papas. Estuvo casada con el actor y director Alkis Papas desde 1943 hasta 1947.
También fue cantante: el CD Irene Pappas canta Mikis Theodorakis fue lanzado oficialmente en 2006 por la etiqueta de FM (FM B0002GSA8G); pero una selección más amplia de los temas, todos cantados en griego, había estado circulando como bootleg durante muchos años. Era conocida por Mikis Theodorakis ya desde 1964, cuando trabajó con él en la película Zorba, el griego. Irene Papas interpretó con pasión y habilidad algunas de las canciones, que alcanzan así una calidad similar a la de la misma película: por ejemplo, Αρνηση (Denial, en el CD) y Πεντε Πεντε Δεκα (Five Five Ten, excluida del CD), por lo que parece probable que daten de poco después de 1964. Los arreglos y la atmósfera general de las canciones son tradicionales, con amplio empleo del buzuki, instrumento fundamental en el folclore griego.
Irene Papas prestó su voz para una pieza del álbum 666 (The Apocalypse of John, 13/18), del grupo Aphrodite's Child. Más adelante grabaría con Vangelis, miembro fundador del mismo grupo, los álbumes Odes (1979) y Rapsodies (1985).

## Vida personal
En 1947 se casó con el director de cine Alkis Papas; se divorciaron en 1951. En 1954 conoció al actor Marlon Brando y mantuvieron una larga relación amorosa, que entonces tuvieron en secreto. Cincuenta años después, cuando Brando murió, ella dijo: "Nunca he amado a un hombre como amé a Marlon. Fue la gran pasión de mi vida, absolutamente el hombre que más me importaba y también el que más estimaba, dos cosas que generalmente son difíciles de conciliar". Su segundo matrimonio fue con el productor de cine José Kohn en 1957; ese matrimonio se anuló posteriormente. Era tía del director de cine Manousos Manousakis y del actor Aias Manthopoulos.
En 2003 formó parte del consejo de administración de la Anna-Marie Foundation, un fondo de ayuda a la población de las zonas rurales de Grecia. En 2013 comenzó a padecer la enfermedad de Alzheimer. Murió el 14 de septiembre de 2022, a los 93 años, habiendo pasado sus últimos años en su ciudad natal de Chiliomodi.

## Premios principales
- 1961: Antigone
- 1962: Thessaloniki International Film Festival (Elektra)
- 1962: Union of Greek Film Critics (Elektra)
- 1969: New York Film Critics Circle (Z)
- 1971: National Board of Review (The Trojan Women)
- 1985: Fennecus Awards (Into the Night)
- 1989: Australian Film Institute (Island)
- 1993: Hamptons International Film Festival (Distinguished Achievement Award)
- 1993: Flaiano Prize for Theatre (Career Award)
- 2000: Madrid National Arts Institution (Career Award)
- 2000: International Festival Women's films (Career Award)
- 2001: University of Rome (Doctorate in Arts and Letters)
- 2002: Woman of Europe Award (Career Award)

## Filmografía

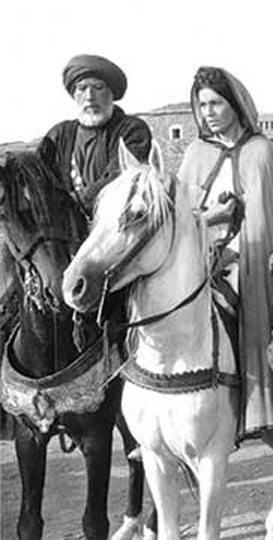
Con Anthony Quinn en El mensaje (1976).

- 1953 Teodora, emperatriz de Bizancio, de Riccardo Freda.
- 1954 Atila: hombre o demonio, de Pietro Francisci.
- 1956 La ley de la horca, de Robert Wise.
- 1961 Antígona, de Yorgos Tsavellas.
- 1961 Los cañones de Navarone, de J. Lee Thompson.
- 1962 Electra, de Michael Cacoyannis.[3]
- 1964 Zorba, el griego, de Yorgos Yavella.
- 1964 Las hilanderas de la luna , de James Neilson
- 1965 Testigo del infierno, de Zika Mitrovic.
- 1968 Mafia, de Martin Ritt.
- 1968 La Odisea, de Francesco Rosi.
- 1968 Más allá de las montañas, de Alexander Ramati.
- 1969 Z, de Costa-Gavras.
- 1969 Sueño de reyes, de Daniel Mann.
- 1969 Ana de los mil días, de Charles Jarrott.
- 1971 Las troyanas, de Michael Cacoyannis.
- 1972 Non si sevizia un Paperino, de Lucio Fulci.
- 1973 La quinta ofensiva, de Stipe Delic.
- 1975 Moisés, de Gianfranco De Bosio.
- 1976 El mensaje, de Moustapha Akkad.
- 1976 Bodas de sangre, de Souheil Ben-Barka.
- 1977 Iphigenia, de Michael Cacoyannis.
- 1979 Lazos de sangre, de Terence Young.
- 1979 Cristo se paró en Éboli, de Francesco Rosi.
- 1980 El león del desierto, de Moustapha Akkad.
- 1982 Eréndira, de Ruy Guerra, basada en La increíble y triste historia de la cándida Eréndira y de su abuela desalmada, escrito de Gabriel García Márquez.
- 1985 Into the Night, de John Landis.
- 1987 Temporada alta, de Clare Peploe.
- 1987 Crónica de una muerte anunciada, de Francesco Rosi, basada en la historia homónima de Gabriel García Márquez.
- 1987 Un niño llamado Jesús, de Francesco Rosi.
- 1989 Island, de Paul Cox.
- 1994 Jacob, de Peter Hall.
- 1996 Party, de Manoel de Oliveira.
- 1997 La Odisea, de Andrei Konchalovsky.
- 1998 Inquietud, de Manoel de Oliveira.
- 1999 Yerma, de Pilar Távora.
- 2001 La mandolina del capitán Corelli, de John Madden.
- 2003 Una película hablada, de Manoel de Oliveira.
- 2004 Ecuba, de Giuliana Berlinguer e Irene Papas.